# Järpenstorp
Järpenstorp är ett före detta skogvaktartorp, i Harbo socken, Heby kommun, som utgör en kvarvarande rest av ett av Upplands största fäbodställen. 
Dagens två stugor är inte riktiga fäbodstugor även om den ursprungliga planlösningen för den mindre stugan sammanfaller med sista generationens fäbodstugor i Uppland. En ursprunglig innervägg är därefter avlägsnad. Vallen (i uppländsk mening) och fäbodflyttsvägen (Fäbodstigen) är dock ovanligt välbevarade till vår tid (enl. C. Möre 2011). Det senare beror på att vägen, som egentligen är en (sommar)stig, använts till nya uppgifter efter fäbodflyttningarnas tid samt att Harbo hembygdsförening röjt upp den.
Järpens fäbodar omtalas första gången 1727, och fungerade då som byn Kvarstas fäbod. I slutet av 1700-talet flyttade även byarna Järlebo och Holm sina fäbodar hit. Sedan byn Ön övergett sina fäbodar vid Ökarvallen flyttade även de sina fäbodar hit. Som mest fanns 22 hus på platsen. I slutet av 1800-talet minskade betydelsen av fäbodbruket och stugorna förföll och revs efterhand. Den kvarvarande stugan fungerade från 1780 som skogvaktarboställe, och har därför blivit kvar.
Sedan 1990-talet ägs Järpenstorp av Harbo hembygdsförening.